# Thẩm Hoàng Tín
Thẩm Hoàng Tín (1909–1991) là một dược sĩ và chính khách Việt Nam. Ông từng giữ chức Thị trưởng Hà Nội từ tháng 2 năm 1950 đến tháng 8 năm 1952 dưới chính thể Quốc gia Việt Nam.

## Gia thế
Ông nguyên danh là Thẩm Tấn Trịnh, sinh năm 1909 tại Hà Nội. Nguyên tổ quán ông ở Phúc Kiến, Trung Quốc, tổ phụ 6-7 đời đã đến lập nghiệp tại Hưng Yên rồi chuyển về Hà Nội. Thân phụ ông là cụ Thẩm Phác (1887-1956), thư ký Sở Lục lộ trong chính quyền thuộc địa Đông Dương. Ông có người em họ là nhạc sĩ Thẩm Oánh.
Ông được cựu tuần phủ Hoàng Huân Trung, nhận làm con nuôi, vì vậy mới lấy tên là Thẩm Hoàng Tín.
Xuất thân trong gia đình giàu có, công chức chính quyền thuộc địa, ông sớm hấp thu nền học vấn cơ bản Tây học. Năm 1932, ông bỏ nhà sang Pháp du học. Ban đầu, ông định học ngành Y, tuy nhiên sau đó đổi ý định sang học ngành Dược. Năm 1937, sau khi lấy được bằng Dược sĩ, ông trở về Việt Nam, mở nhà thuốc hành nghề ở phố Cửa Nam, Hà Nội. Ngoài ra, ông còn có phòng thí nghiệm, bào chế lớn và một cửa hàng thuốc tây nữa ở đường Đồng Khánh.
Ngoài ra, ông còn tham gia hoạt động xã hội, đặc biệt là Hội Truyền bá Quốc ngữ (cùng với Phan Khôi, Đặng Thai Mai) và giữ chức Thủ quỹ của Hội.

## Thị trưởng Hà Nội
Là người có thiên hướng ủng hộ phong trào Việt Minh đấu tranh giành độc lập cho Việt Nam, trong những năm đầu Kháng chiến chống Pháp, ông thường xuyên bí mật gửi thuốc men ra vùng chiến khu.
Tháng 2 năm 1950, ông được Thủ tướng Quốc gia Việt Nam Nguyễn Phan Long bổ nhiệm giữ chức Thị trưởng Hà Nội thay ông Phan Xuân Đài. Trong thời gian tại chức Thị trưởng Hà Nội (1950 -1952) ông có đóng góp:
- Ban hành quy chế đặt tên các phố Hà Nội trong gian đoạn trước 1954.
- Thiết lập chợ tại những nơi gần đường cái lớn, giao thông thuận tiện cho việc buôn bán như: Ngã Tư Sở, Ô Yên Phụ, đường Lò Lợn.
- Sửa chữa nhà cửa bị phá hủy trong những năm chiến tranh.
- Tu sửa cầu Thê Húc. Tết Nhâm Thìn 1952, người dân đi lễ đền quá đông làm cầu Thê Húc bị sập. Rất may nước hồ Gươm năm đó cạn nên những đứa trẻ rơi xuống hồ không bị chết đuối. Thị trưởng Thẩm Hoàng Tín đã cho phá bỏ cầu cũ, xây cầu mới. Để có thiết kế đẹp, ông Tín tổ chức cuộc thi thiết kế mẫu và trong hơn 30 mẫu của các kiến trúc sư cả Pháp lẫn Việt tham gia thì thiết kế của kiến trúc sư Nguyễn Ngọc Diệm được lựa chọn. Vẫn giữ lại dáng cong cầu vồng xưa nhưng Nguyễn Ngọc Diệm thiết kế cong hơn để cầu khỏe hơn đồng thời làm cầu nổi hơn. Nguyễn Ngọc Diệm giữ nguyên 16 hàng cọc tròn nhưng các đầu trụ được vuốt nhọn như gợi nhớ lại chiến thắng quân Nam Hán của Ngô Quyền trên sông Bạch Đằng năm 938. Dầm ngang, dầm dọc, mặt và thành cầu đều làm bằng gỗ.
- Lập quỹ Tín dụng bình dân "giúp ích được cho nhiều tầng lớp trong xã hội, cho người dân nhập cư vay mua và sửa chữa nhà cửa, thương gia khuếch trương thương mại, mọi ngành kinh tế sẽ phát đạt: thương mại, kỹ nghệ, các nhà sẽ được xây dựng nhiều thêm, phố xá rộng rãi, các nhà máy mượn thêm thợ và làm việc luôn luôn, nền thương mại không đình trệ, các ngành tiểu công nghệ phát triển hơn lên...

Tháng 8 năm 1952, ông thôi nhiệm. Người kế nhiệm là ông Đỗ Quang Giai (nguyên Chánh án Tòa án hỗn hợp Hà nội, Thứ trưởng Bộ Nội vụ).

## Cuộc sống sau năm 1954

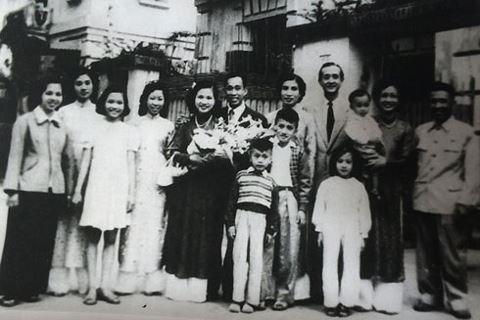
Đám cưới cô dâu Phạm Thị Phú và chú rể Phước năm 1956. Ông Thẩm Hoàng Tín (Thị trưởng Hà Nội 1950-1952) thứ 4 từ phải qua và vợ - dược sĩ Phạm Thị Thành (chị ruột cô dâu). Hai bé trai là Thẩm Hoàng Long (áo len kẻ ngang) và Đào Đức Hoàng.

Hiệp định Genève ký kết, ghi nhận thắng lợi công cuộc giành độc lập của Việt Nam. Là một nhân sĩ trí thức từng ủng hộ chính phủ Việt Nam Dân chủ Cộng hòa, ông được mời ra vùng tự do để tránh bị khủng bố, đồng thời học tập về chính sách của cụ Hồ khi về tiếp quản Hà Nội. Khi chính phủ Việt Nam Dân chủ Cộng hòa tiếp quản miền Bắc, ông được bầu làm Ủy viên Mặt trận Tổ quốc Hà Nội.
Sau khi hiến nhà thuốc ở Cửa Nam, ông về làm việc tại Bệnh viện B (còn gọi là Bệnh viện Bích Câu, nguyên trước là Bệnh viện Đặng Vũ Lạc thời Pháp thuộc, từ năm 1969 gọi là Bệnh viện Việt Nam - Cu Ba), làm Phó phòng Dược. Khoảng thập niên 1960, ông được Bác sĩ Tôn Thất Tùng mời về làm Trưởng phòng Xét nghiệm tại Bệnh viện Việt-Đức tại Hà Nội. Là một Dược sĩ Tây y, nhưng ông quan tâm và yêu thích y thuật cổ truyền, nên ông đã thành lập phòng nghiên cứu Đông y tại bệnh viện Việt Đức.
Sau khi về hưu, ông vẫn tiếp tục nghiên cứu và hành nghề dược. Ông được cho là người Việt Nam đầu tiên nghiên cứu và ứng dụng liệu pháp chữa bệnh "Vi lượng đồng căn" (tiếng Pháp: Homéopathie), sử dụng liều thuốc cực ít để điều trị nhóm bệnh có cùng gốc rễ với nguyên nhân gây ra bệnh, dùng cho các bệnh mạn tính như hen suyễn, dị ứng, bệnh ngoài da như vẩy nến..; các bệnh về đường tiêu hóa, tim mạch... Với liệu pháp này, ông chữa cho nhiều bệnh nhân bị hen suyễn, vẩy nến... không lấy tiền.
Năm 1979, ông bị bệnh đau tim, được chính phủ Việt Nam cấp phép sang Pháp chữa bệnh. Ông cùng người vợ cuối cùng là bà Nguyễn Thị Nhung định cư tại Pháp và ở cùng các con. Năm 1991, ông qua đời tại Paris, thọ 81 tuổi. Sau hỏa thiêu, hài cốt của ông được để ở Trúc Lâm Thiền Viện ở Paris.

## Nhận định
Lúc sinh thời, là một nhân sĩ trí thức có tiếng, ông được biết đến với phong cách ăn mặc rất chải chuốt, lúc nào cũng đúng mốt – áo quần toàn may bằng hàng đắt tiền, để râu mép kiểu Clark Gable, thích giao du với giới trí thức, chính trị. Tuy vậy, ông có tiếng làm việc siêng năng, ăn nói từ tốn, đàng hoàng, khiêm nhường. Tuy làm Thị trưởng Hà Nội trong thời gian 2 năm ngắn ngủi, nhưng ông có tiếng liêm khiết, làm Thị trưởng nhưng dùng lương để hỗ trợ người nghèo.

## Gia đình
Vợ đầu ông là bà Vũ Nguyệt Đoan (1910-1944), lập gia đình với ông khoảng năm 1929. Bà qua đời năm 1944, thời kỳ Nhật đang chiếm miền Bắc, khi đang ngồi ôtô nhà đi lễ ở Thái Bình bị máy bay Mỹ ném bom trúng. Bà sinh cho ông 6 người con:
- Thẩm Thị Hồng Anh, sinh 1930, Dược sĩ. Bà là vợ giáo sư Lê Thành Khôi, thân mẫu của nhạc sĩ Nguyên Lê.
- Thẩm Đôn Thư, sinh 1932. Bà là vợ của đạo diễn Trần Thịnh (1932-1986).
- Thẩm Võ Hoàng, sinh 1935, nhà quay phim tài liệu đang sống tại Pháp.
- Thẩm Võ Kỳ, sinh 1937
- Thẩm Vũ Tùng, sinh 1939, xung phong lên Tây Bắc làm cán bộ trắc đạt ( đo đạc vẽ bản đồ)
- Thẩm Vũ Can, sinh 1942, cựu công chức Bộ Giáo dục, sống ở Hà Nội.

Vợ thứ ông là bà Phạm Thị Thành (1921-1969), Dược sĩ, con gái Tuần phủ Hưng Yên Phạm Văn Lệ (còn gọi là cụ Phủ Lệ). Bà nguyên là vợ của Kỹ sư Canh nông Đào Đức Thông. Ông Thông là đảng viên Đảng Cộng sản Đông Dương, hy sinh trong Kháng chiến chống Pháp. Sau khi chồng hy sinh, bà đưa con trai là Đào Đức Hoàng về Hà Nội học tiếp ngành Dược, sau đó tái giá với ông Thẩm Hoàng Tín. Là dược sĩ, bà trực tiếp trông nom các tiệm thuốc để ông Tín có thì giờ lo việc chính trị. Sau năm 1954, gia đình hiến hiệu thuốc Cửa Nam, bà làm việc tại bệnh viện B. Bà mắc bệnh ung thư và qua đời năm 1969. Bà sinh cho ông người con trai duy nhất Thẩm Hoàng Long, sinh 1951. Ông Long là cựu chiến binh Quân đội nhân dân Việt Nam, từng tham chiến trong chiến trường Quảng Trị năm 1972, về sau là nhà báo, nhiếp ảnh gia, hiện đang sinh sống tại Paris, Pháp.
Người vợ thứ ba của ông là bà Nguyễn Thị Nhung (1921-2000). Bà Nhung là em ruột của bà Nguyễn Thị Bính, vợ học giả Hoàng Xuân Hãn. Ông bà không có với nhau người con chung nào.